# Barawaja (Rajon Iwanawa)
Barawaja (belarussisch Барава́я, russisch Боровая, polnisch Borowa) ist ein Weiler im Rajon Iwanawa in der Oblast Brest in Belarus.

## Geografie
Der Ort liegt 10 km nordöstlich von Iwanawa und 30 km nordwestlich von Pinsk.

## Geschichte
Im 19. Jahrhundert und zu Beginn des 20. Jahrhunderts befand sich ein Dorf im Russischen Kaiserreich, im Gouvernement Grodno, im Kreis Kobryn, in der Gemeinde Osownitsa (belarussisch Асаўніца, russisch Осовница, polnisch Osownica).

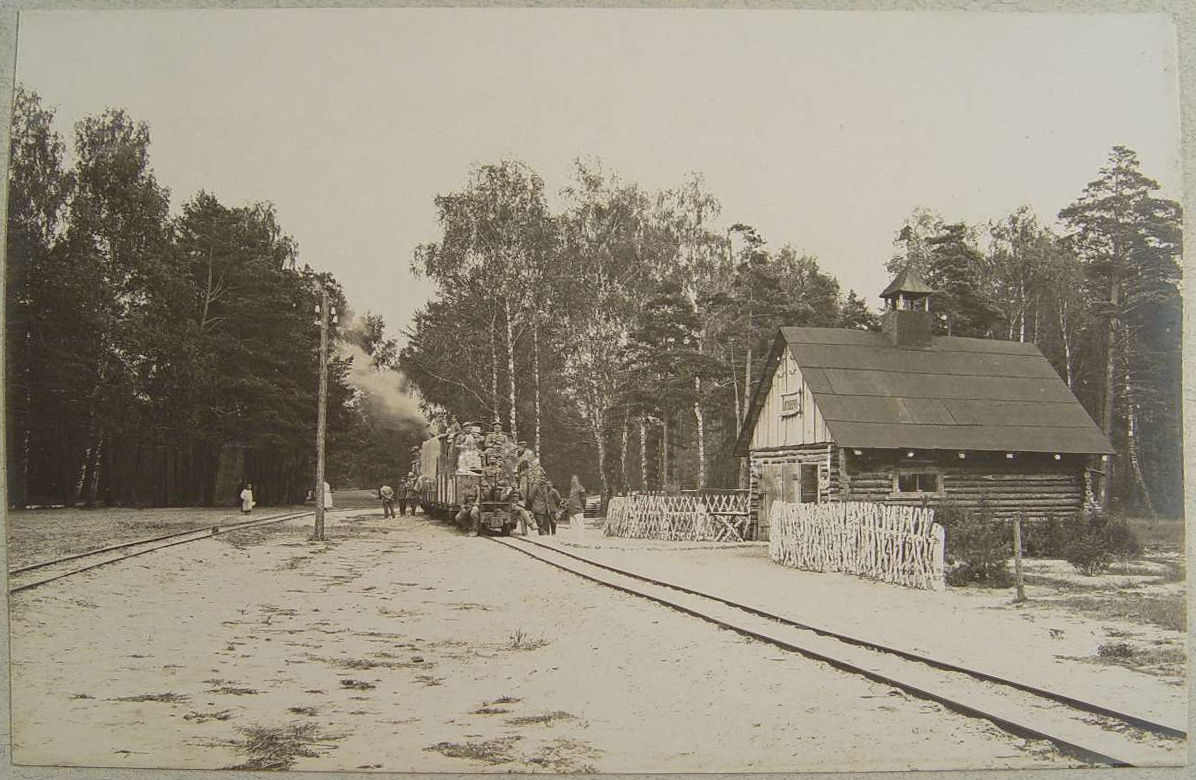
Handschriftliche Bildunterschrift, um 1916: „Bhf. Borowajaya, Strecke Ianowo–Porjetschje“

Im Ersten Weltkrieg wurde die Gegend vom Deutschen Heer besetzt. Während des Krieges verlegte die deutsche Militäreisenbahndirektion M.E.D. 6 in Brest-Litowsk eine militärische Feldbahn durch den Ort, die als Streckenabschnitt der Feldbahn Iwacewice–Iwanowo–Kamien-Koczirsk zum Transport von Soldaten, Nachschub und Munition betrieben wurde.
Am 25. März 1918 wurde das Gebiet gemäß dem Friedensvertrags von Brest-Litowsk zu einem Teil der Weißrussischen Volksrepublik erklärt. Im Dezember 1918 wurde es von der Roten Armee besetzt, ab dem 1. Januar 1919 wurde es gemäß dem Beschluss des 1. Kongresses der Kommunistischen Partei Weißrusslands ab dem 27. Februar 1919 Teil des sowjetischen Weißrusslands. Während des Polnisch-Sowjetischen Krieges von August 1919 bis Juli 1920 war es unter der Besetzung Polens.
In der Zwischenkriegszeit befand es sich in Polen, in der Woiwodschaft Polesien, bis zum 12. April 1928 im Kreis Drohicki, in der Gemeinde Drużywicze, dann im Kreis Pińsk, in der Gemeinde Porzecze. 1921 hatte die Stadt 103 Einwohner, die in 17 Gebäuden lebten, darunter 94 orthodoxe Ruthenen und 9 Juden.
Ab 31. Juli 1920 lag es in der Weißrussischen Sozialistischen Sowjetrepublik. Von Ende Juni 1941 bis Anfang Juli 1944 wurde es von deutschen Wehrmachts-Truppen besetzt.

## Historische Ansichten

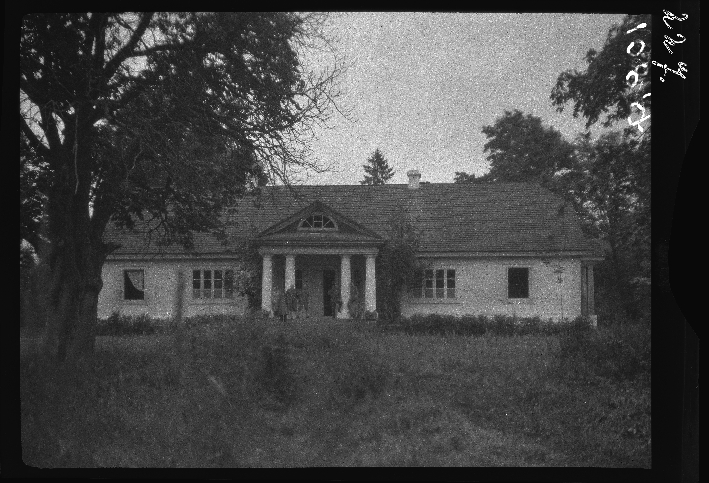
Herrenhaus, 1929
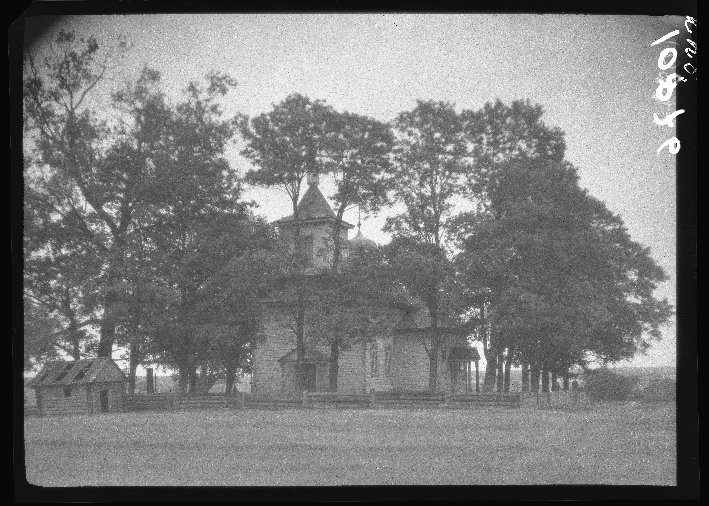
Kirche, 1929